# TJライナー
TJライナー（ティージェイライナー）は、東武鉄道東上本線で運転されている座席指定制の有料列車である。

## 概要
2008年6月14日に営業運転を開始し、東上本線の有料列車としては特急「フライング東上」号以来約50年ぶりとなる。ただし「TJライナー」は「フライング東上」と異なり、列車愛称と列車種別を兼ねている。
シンボルカラー（ロゴマーク）は青を基調とする。停車駅案内・駅時刻表においての色は橙を使用。
2010年1月には、日本鉄道運転協会創立51周年記念式典における東記念賞を受賞した。受賞内容は「東武東上線『TJライナー』の設定及び総合的な輸送形態の改善について」である。

### 名称について
2007年12月22日 - 2008年1月17日の間、この新ライナーの愛称を「TJライナー」・「おかえりライナー」・「アシストライナー」の3つから投票形式で募集し、その結果「TJライナー」が4313票と最も多く、新ライナーの愛称に決定した。「TJ」は「東上」のラテン文字（ローマ字）表記である「Tōjō」の「T」と「J」に由来する。
後に導入された東上線系統の路線記号も「TJ」だが、由来は「Tōbu Tōjō」の「T」と「J」である。

## 運行概況
特別料金が必要な特急が運行されていない東武東上線では唯一の別途料金が必要な列車である。ふじみ野以北各駅への速達性を高め、「座席指定制」として快適な車内環境を確保する目的で、下り列車は夕方以降に、上り列車は朝に運転を行っている。下り列車に関してはふじみ野駅以北は座席指定料金なし（乗車券のみ）で乗車が可能であるが、座席の確保は保証されない。クロスシートとロングシートに転換可能な「マルチシート」を備えた50090型電車が使用され、TJライナー運行時はクロスシートでの運用となる。
TJライナーの登場以降、デュアルシート車両を活用した通勤ライナーは西武鉄道の「S-TRAIN」「拝島ライナー」や京王電鉄の「京王ライナー」、同じく東武の「THライナー」など他の関東大手私鉄に拡大していった。このことから本列車は関東の「大手私鉄のライナーの転換点となる列車」となった。また、それらの東武以外のライナー使用車両もロングシートに転換して一般的な通勤列車としての運用も行っている。
2023年3月18日改正のダイヤでは、下り列車は平日15本（1 - 25号は小川町行き、27・29号は森林公園行き）・土休日11本（全列車小川町行き）が運転され、上り列車は平日5本・土休日3本（全列車森林公園始発）が運転される。
なお、大幅にダイヤが乱れた場合は運転を取り止めることもあり、他の種別に変更して運行される場合もある。
2008年6月の運行開始以降、順調に乗客を獲得していることから、2011年3月5日のダイヤ改正で平日ダイヤで3本を増発し、土曜日・休日ダイヤで森林公園行き2本を小川町行きに延長した。2013年3月のダイヤ改正からは、全列車が小川町行きとなり、平日ダイヤ1本、土曜日・休日ダイヤ2本の増発がなされた。さらに2011年から毎年12月 - 1月には夜間に臨時列車が1本運転され、2014年7月からは毎週金曜日、2015年6月からは毎週木・金曜日の運転に変更されている。
2016年3月のダイヤ改正で、平日ダイヤのみ上り列車が新設され、2023年3月のダイヤ改正では土休日ダイヤにおいても新設された。
2019年3月16日より、着席方式が座席定員制から座席指定制に変更された。

### 停車駅
凡例
●：停車、○：停車（乗車のみ可能）、―：通過、＝：運行なし
| 方向 | 方向 | 運行本数 ＼駅名          | 小川町駅 | 武蔵嵐山駅 | つきのわ駅 | 森林公園駅 | 東松山駅 | 坂戸駅 | 川越市駅 | 川越駅 | ふじみ野駅 | 池袋駅 |
| ---- | ---- | ------------------------ | -------- | ---------- | ---------- | ---------- | -------- | ------ | -------- | ------ | ---------- | ------ |
| 上り | →    | 平日：5本、土休日：3本   | ＝       | ＝         | ＝         | ○          | ○        | ○      | ―        | ○      | ○          | ●      |
| 下り | ←    | 平日：15本、土休日：11本 | ●        | ●          | ●          | ●          | ●        | ●      | ●        | ●      | ●          | ●      |

上り列車は、下り列車の停車駅である川越市駅を通過する。降車駅は池袋駅のみ。

### 使用車両
「TJライナー」の運行開始に合わせて製造された50090型を使用する。客用扉間の座席は近鉄の「L/Cカー」のような、クロスシートとロングシートの両方に切り換え可能なマルチシートを装備、「TJライナー」および同列車と共通運用である「川越特急」（および一部の快速急行など、送り込み運用の列車）ではクロスシートで運用される。ただし車端部の座席は背もたれ高さをマルチシートと合わせたロングシートである。座席指定制移行前は、このロングシートの部分は乗車整理券の発売時の座席数に計上されていなかった。

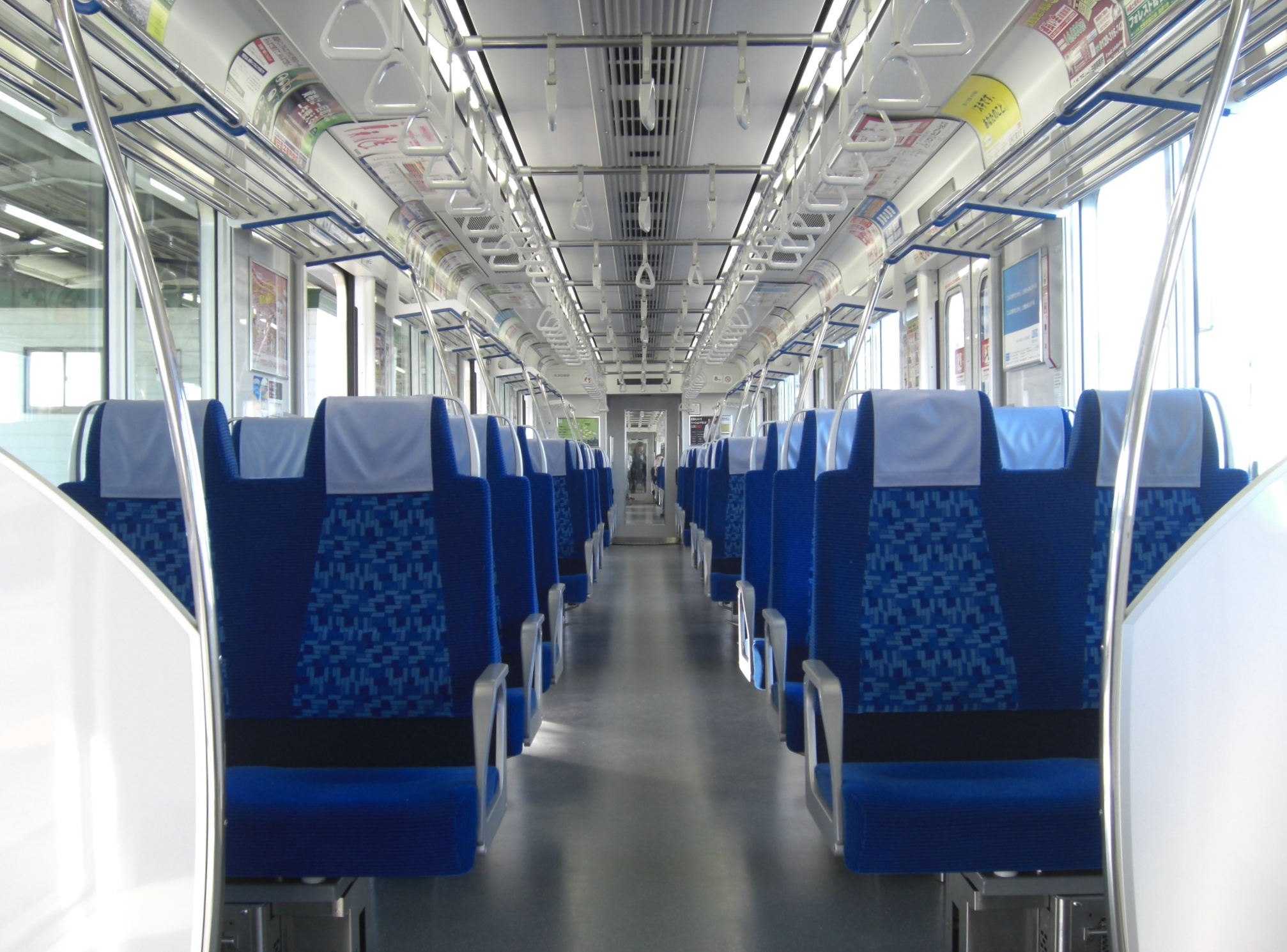
50090型 車内
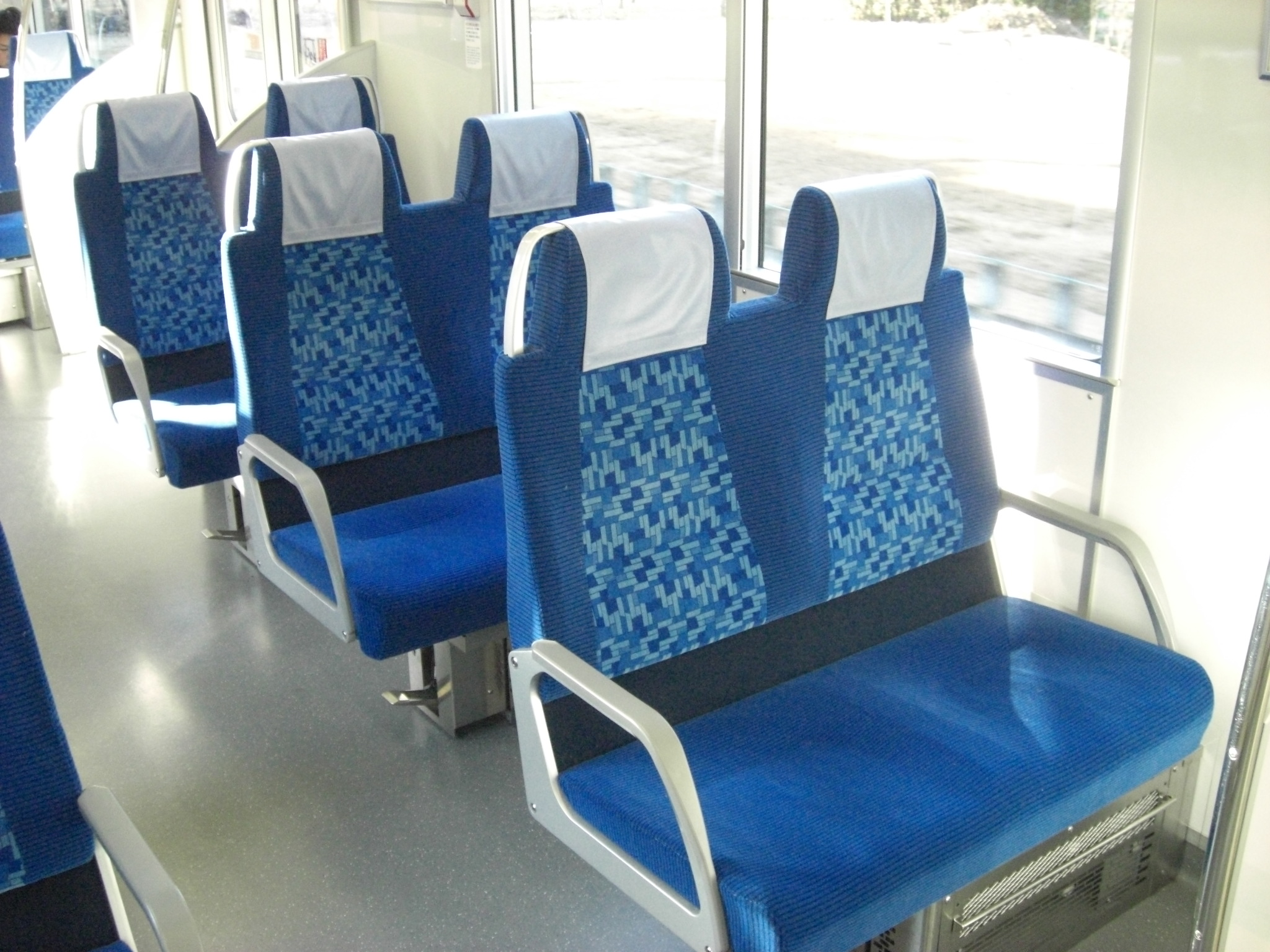
座席（2人掛け）
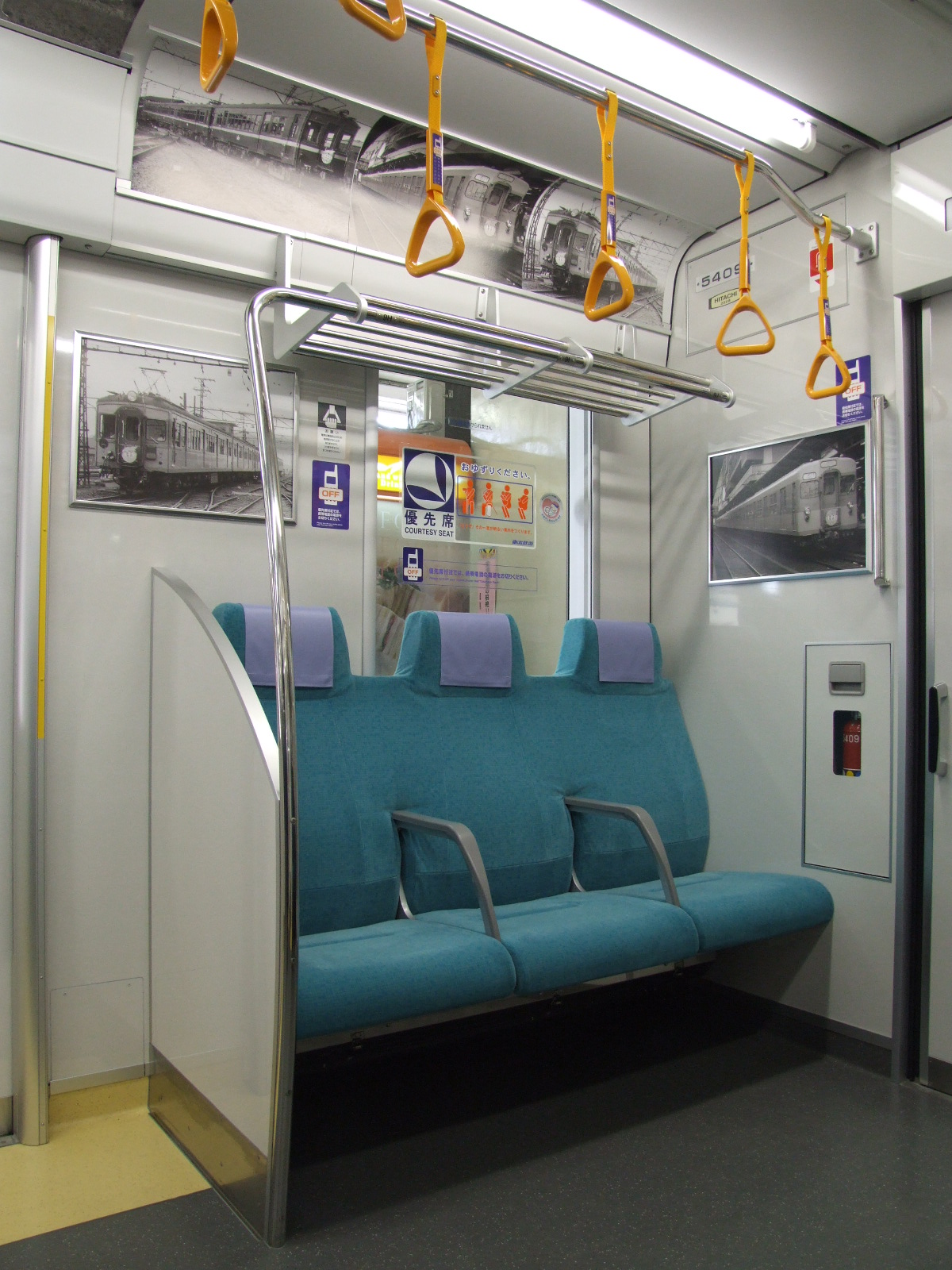
座席（3人掛け・ロングシート優先席）

## 座席指定券

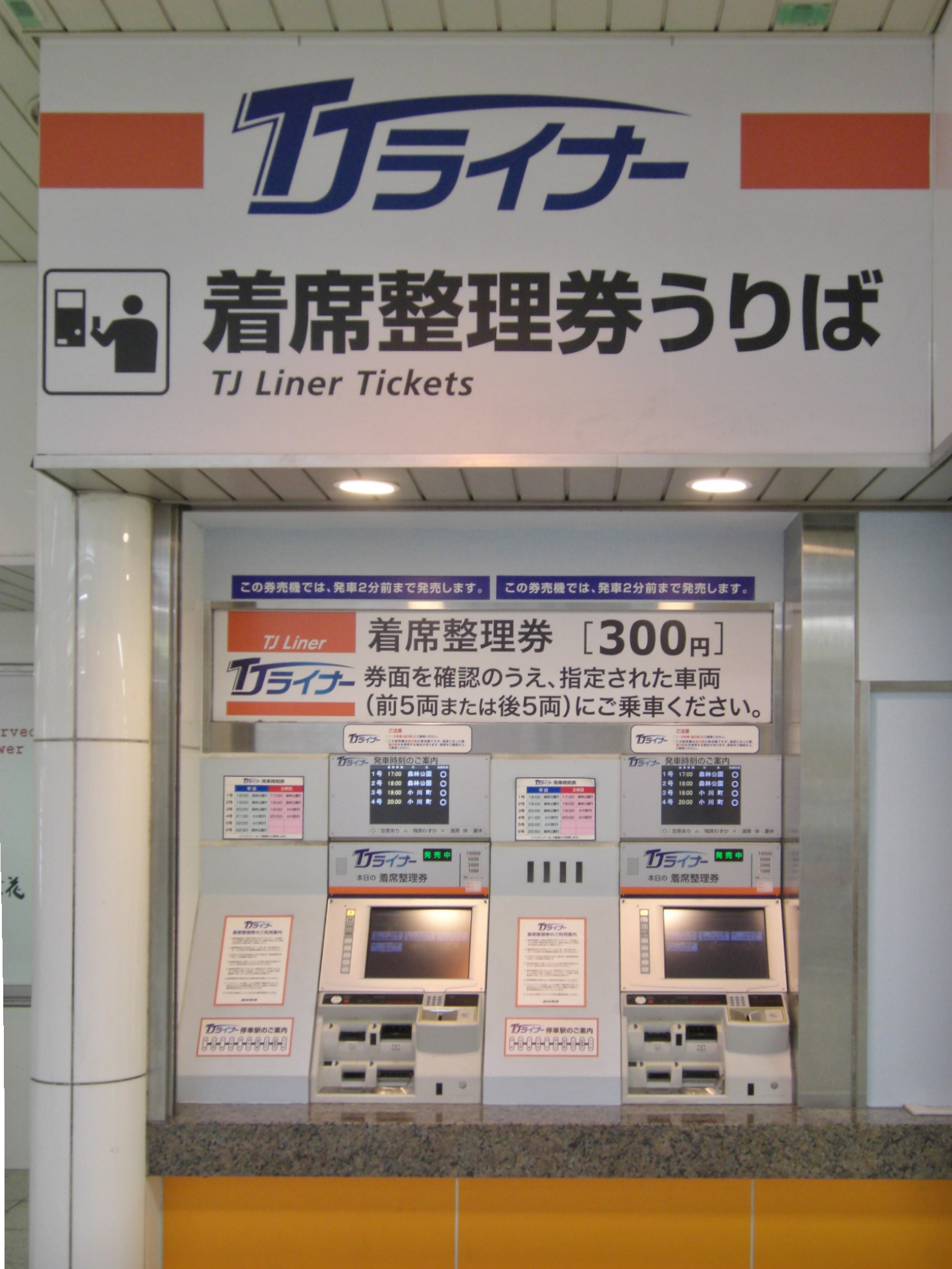
着席整理券 券売機

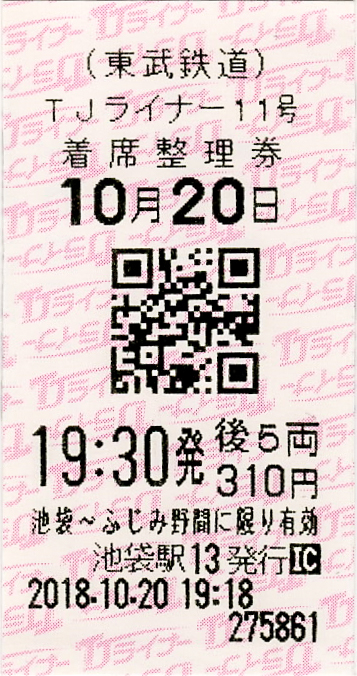
TJライナー11号 旧タイプ(座席指定以降前)着席整理券

### 下り列車
池袋から乗車する場合は、乗車券のほかに座席指定券（370円・小児が席を占有する場合190円）が必要となる。ふじみ野以北は乗車券のみで乗車できるが、着席の保証はない。定期券等との併用も可能。
池袋駅は5番線ホームから発車する。座席指定券確認のため中央口2・北口改札内の5番線ホーム連絡階段と南口5番線ホーム入口で、座席指定券に表示されているQRコードを読取機にタッチする必要がある（この部分はライナー改札口と呼ばれる）。ただし、中央改札1の5番線ホーム連絡階段からは入場できない。また、16時以降は5番線ホーム(降車ホーム)に通じる全ての通路が閉鎖され、4、5番線ホーム到着の列車は4番線側のドアのみ開扉する。
改札外の自動券売機は当日初列車から発車3分前まで、改札内の券売機は発車28分前から発車1分前まで、チケットレスサービスによる購入は乗車日の1週間前の4:50から発車5分前まで発売している。各コンコースには販売状況を知らせる液晶ディスプレイが設置されており、座席が50席以上残っている場合は「○」、残り座席がわずかな場合（1 - 49座席）は「△」、座席が完売した場合は「×」、運休の場合は「休」を表示するようになっている。なお「△」のときは一度に複数枚購入ができない。
座席指定制移行前は、着席整理券の自動券売機は、「前5両」は中央口2切符うりば（改札外）と中央口2・北口改札内の5番線ホーム連絡階段付近（改札内）に、「後5両」は南口切符うりば（改札外）と南口改札付近（改札内）にそれぞれ設置されていた。

### 上り列車
上り列車は乗車駅によって座席指定券の料金が異なり、森林公園駅・東松山駅・坂戸駅・川越駅から乗車する場合は470円（小児240円）、ふじみ野駅から乗車する場合のみ370円（小児190円）となる。
座席指定券は、ふじみ野駅 - 玉淀駅間各駅（みなみ寄居駅を除く）と池袋駅・越生線全駅の自動券売機（東武本線の特急券が購入可能な機種）およびチケットレスサービスで発売される。自動券売機では乗車日の前日（ただし乗車前日がTJライナー運転日の場合は当該列車の発車後）から、チケットレスサービスでは乗車日の1週間前4:50から発売される。下り列車同様、定期券等との併用も可能。
下り列車と異なり、途中停車駅での降車はできない。また、乗車口は森林公園駅・東松山駅では1か所、坂戸駅・川越駅・ふじみ野駅では2か所のみとなり、読取機を持つ係員に座席指定券のQRコードを提示の上で乗車する。
座席指定制移行前は、発売席数と指定車両は乗車駅ごとに決められており、森林公園駅・東松山駅・ふじみ野駅はこの3駅合計で92席（指定車両は3駅共通で5号車・6号車）、坂戸駅・川越駅はそれぞれ172席（指定車両は坂戸駅が1 - 4号車、川越駅が7 - 10号車）の発売となっていた。

### チケットレスサービスとQRコードの使用開始
チケットレスサービスを利用すると、PCまたは携帯電話からインターネットを通じ、クレジットカード決済または「TOBU POINT」で座席指定券を購入できる。座席指定券のQRコードを携帯電話の画面に表示して乗車する。利用の際は「東武ネット会員サービス」に会員登録する必要がある。
チケットレスサービスの利用開始と同時に、券売機で発売する着席整理券においてもQRコードが表示されるようになった。それまでは、駅員・ステーションアテンダント・警備員が整理券の確認を行っていた。
これらのサービスは2009年9月15日より開始した。

### 運休等による払戻しの取扱い
「TJライナー」が「全区間運休」した場合あるいは「池袋駅 → ふじみ野駅間で運休」した場合、および「90分以上遅れてふじみ野駅（下り）・池袋駅（上り）に到着」した場合は手数料なしで払い戻しができる。
その他の場合は、発車前に申し出た場合のみ手数料100円を差し引いて払い戻しができる。

## 沿革
東武東上本線の優等列車沿革については東武東上本線特急列車沿革も合わせて参照されたい。
- 2007年（平成19年）11月22日：2008年6月より東武東上線に新ライナーを導入することが発表される[16]。
- 2008年（平成20年）6月14日：座席定員制新ライナー「TJライナー」を新設[17]。平日ダイヤ6本・土休日ダイヤ4本体制で運行開始[18]。
- 2009年（平成21年）
  - 9月15日：QRコードを利用した着席整理券確認システムによるチケットレスサービスを開始[15]
  - 11月5日：利用者が100万人を突破することが確実となり、記念イベントを開催[19]。
- 2011年（平成23年）
  - 3月5日：平日ダイヤで3本を増発し、土曜日・休日ダイヤで森林公園行き2本を小川町行きに延長[9][10]。
  - 12月8日：池袋23:20分発の「臨時TJライナー」森林公園行きが12月限定で運行される。（9・15・16・22日にも運転）[20]。
- 2012年（平成24年）：12月7日：池袋23:20分発の「臨時TJライナー」森林公園行きが12月の毎週木・金曜日限定で運行される[21]。
- 2013年（平成25年）
  - 3月16日：平日の池袋21:30発小川町行き1本と土休日の池袋18:30発、19:30発小川町行きを2本増発[22]。
  - 12月6日：池袋23:20分発の「臨時TJライナー」森林公園行きが12月の毎週木・金曜日と2014年1月の金曜日限定で運行される[23]。
- 2014年（平成26年）
  - 4月1日：消費税増税に伴い着席整理券が10円値上げされる。
  - 7月4日：池袋23:20分発の「臨時TJライナー」森林公園行きが毎週金曜日に運行に変更[24][25]。
- 2015年（平成27年）
  - 5月7日：毎週金曜日に「10号」の後に運転されている「臨時」森林公園行きが毎週木曜日にも設定される（池袋23:20分発）[26]。
  - 6月12日 - 6月25日：池袋駅の発車メロディリニューアルおよびTJライナー7周年を記念したヘッドマークを掲出した列車を運行[27]。
  - 6月14日：TJライナー7周年記念イベントが開催される[27]。
- 2016年（平成28年）
  - 3月16日：この日より自動放送の担当声優が久野知美に変更となる[28]
  - 3月26日：ダイヤ改正により以下の通りに変更[11]。
    - 平日ダイヤに上り列車を新設。これに伴い、号数の割り当てが下り列車が奇数、上り列車は偶数となった。
    - 下り列車を平日・土休日それぞれ3本増発。これにより、平日ダイヤは18時 - 0時まで、土休日ダイヤは17時 - 21時まで30分間隔で運転。平日の3本 増発のうち2本は森林公園行きで運転。
- 2018年（平成30年）
  - 7月28日：運行開始10周年記念を記念した「TJライナー10周年記念 ファン感謝ツアー」が東武トップツアーズによって開催され、ツアー参加者向けに50090系5編成と8000系2編成を使用した撮影会が森林公園検修区で行われる[29][30]。
- 2019年(平成31年／令和元年)
  - 3月16日：座席定員制から座席指定制に変更[13]。池袋発の平日に17:30発、休日に21:30発と22:00発を増発。これにより平日ダイヤは17時30分 - 0時まで、土休日ダイヤは17時 - 22時まで30分間隔で運転[31]。また、「川越特急」との共通運用を開始。
  - 10月1日：消費税率引き上げにより、座席指定券は10円値上となる。
- 2021年（令和3年）
  - 3月13日：ダイヤ改正により、平日朝上り列車を2本増発。改正後の平日上り列車は合計4本となった[32]。
- 2023年（令和5年）
  - 3月18日：ダイヤ改正により、平日上下各1本増発、土休日ダイヤにおける上り列車を新設（3本）[12]。
  - 6月9日：運行15周年を記念したヘッドマークがJR東日本の鉄道開業150周年を記念したヘッドマークに似ていると指摘を受けて使用を中止すると発表した[33]。

## 特別運行

### 新ライナー愛称決定記念号
2008年3月23日、森林公園検修区において「新ライナー愛称決定記念イベント」が実施されたことに伴い、池袋 → 森林公園間直通で臨時運転された。50090型での運行。
この列車には、往復はがきによる事前応募制で抽選に通った人のみが乗車できた。もともと1列車の運行で予定されていたが、応募者多数により2列車で運転された。乗車した人には乗車記念の乗車証明書（硬券）などが配布された。
1号は池袋9:33発・森林公園10:28着、2号は池袋9:46発・森林公園10:49着であった。

### 七峰号
2008年4月20日、「第23回 外秩父七峰縦走ハイキング大会」が開催されたことに伴い、臨時運転された。
池袋駅（6:19発）から、同大会集合駅である小川町駅（7:36着）まで1列車の運行。50090型での運行で、停車駅は急行列車と同じであったがクロスシートで運用された。
大会参加者の乗車を目的としているが、ハイカー以外の一般乗客も乗車可能で事前応募等は不要であった。

### PRE TJライナー
2008年6月7日運転。同年6月14日の「TJライナー」運転開始に先駆け、臨時運転された。50090型での運行で、車内自動放送・車体の行先表示などが初めて使用された。
池袋駅（17:02発）から、森林公園駅（18:03着）まで1列車の運行で、停車駅は「TJライナー」と同じであった。
この列車で池袋から乗車する場合は、東武百貨店池袋店で5月下旬より3,000円以上の買い物をした先着200名の希望者に、一人に付き2枚の着席整理券（硬券）と記念品が配布された。「TJライナー」と同じく、ライナー改札口で整理券を呈示し5番線から発車した。
なお、ふじみ野以北から乗車の場合は整理券を所持していない乗客も乗車できた。

## TJライナーの歌
- 曲名：TJライナー
- 作詞／作曲／ボーカル：TJボーイズ

この楽曲は、2008年夏にヤマハ音楽教室に通う小学生3人により作詞・作曲が行われ、同年11月にヤマハ音楽教室主催の「ジュニア・オリジナル・コンサート」にて発表された。
「TJライナー」運転開始から1年目となる2009年6月14日、池袋駅において「TJライナー」の歌の発表が一般向けに行われ、「TJライナーの歌」が収録されたCDが無料配布された。